# Hans Romeyn
T.J. (Hans) Romeyn (Beverwijk, 10 november 1955) is een Nederlandse bestuurder en politicus van het CDA. 

## Biografie
Voor zijn installatie als burgemeester van Heiloo was Romeyn wethouder in de gemeente Velsen, waar hij de portefeuilles Ruimtelijke Ordening, Sociale Zaken en Kustvisie onder zijn hoede had.
Romeyns portefeuilles in het college van Heiloo zijn Bestuurlijke coördinatie, Openbare orde en veiligheid, Brandweer en crisisbeheersing, Dienstverlening, Coördinatie Samenspel, Informatieveiligheid en privacy, Samenwerking Regio Alkmaar, BUCH. Met ingang van 15 juni 2017 is Romeyn voor de derde termijn herbenoemd tot burgemeester van Heiloo. Op 28 september 2020 werd bekendgemaakt dat Romeyn zijn ontslag heeft ingediend per 1 juni 2021.
Romeyn is voorzitter Comité van Aanbeveling Gouden Dagen, voorzitter Raad van Toezicht VluchtelingenWerk West en Midden-Nederland (en in deze functie ook lid Verenigingsraad VluchtelingenWerk Nederland), voorzitter stichting Telstar Thuis in de Wijk en lid van de Raad van Toezicht van stichting Kanz.

## Persoonlijk
Romeyn is geboren en getogen in Beverwijk en ging naar de Prins Bernhard HBS in IJmuiden. Na zijn huwelijk in 1978 verhuisde hij naar IJmuiden. In 2001 ging hij in Driehuis wonen en een jaar na zijn beëdiging als burgemeester ging hij in 2006 in Heiloo wonen. Romeyn is fan van Telstar en de Bintangs.